# リン・ホン
リン・ホン（熊 黛林、Lynn Hung、1980年10月10日－）は、香港を拠点に活動する中国出身のファッションモデル、女優。身長・179センチメートル、体重・53キログラム、スリーサイズ・84-61-86。

## 人物・経歴
1980年10月10日、中華人民共和国江蘇省南京市で生まれる。蘇州大学で服装デザインとモデルパフォーマンスを勉強したのち、1999年上海に出て、2000から2002年にかけ中国国際ファッションウィークに出演、2002年に「中国ベストファッションモデル」と「中国ベスト10モデル」に選出された。
2005年、中国の人気俳優チェン・クンの歌う「月半彎」のMVに出演。2006年には活動の場を香港へ移した。以後、ファッションショーや雑誌、CM、アパレルブランド商品のキャラクター、企業のアンバサダーとして活動。
同年、香港の歌手で俳優のアーロン・クォックと商品発表イベントで一緒になり、その後アーロンのMVに出演したことをきっかけに交際がスタート。“香港四天王”の1人と数えられアジアのトップスターであるアーロン・クォックの恋人として、一気に知名度をあげることになった。
2008年には映画『イップ・マン 序章』にドニー・イェンの妻役で出演。映画はヒットし香港電影金像奨において作品賞を獲得。以降は女優としてのオファーが増え、続編『イップ・マン 葉問』をはじめとした映画に出演。2011年には台湾制作のテレビドラマ『王子様の条件』で初主演している。モデルとしては、2009年に中華圏のモデル出演料番付で台湾のリン・チーリン、中国のドゥ・ジュアン、および香港のゲイリ・ライに次ぐ第4位と報道された。
アーロンとの交際については、長らく売名行為ととられたバッシングを受け、度重なる結婚破局報道でマスコミに騒がれ続けたが、2013年に別れたことが伝えられた。公然の関係でありながら、一度も彼から正式に恋人と公表されることのないまま迎えた7年目の破局であった。 
2015年、ドニー・イェン主演版イップ・マンシリーズのパート3である『イップ・マン 継承』に出演。彼女の演技が多くの観客を泣かせたと評判になった。リン・ホンにとってイップ・マンシリーズは女優として思い入れの深い映画であり、「7年間この役と一緒に成長してきた」とコメントし、また1作目を振り返って「あの時はお芝居などしていなかったけど、それから多くの経験を積み努力をしてきました」と3作目のプロモーションの席で語っている。
翌年10月27日には、かねてから交際が報じられていた、女優ケニックス・クォック（郭可盈）の実弟で、実業家のケン・クォック（郭可頌）と結婚したことを自らの微博（中国におけるツイッター）で報告。2018年4月、双子の女児を出産した。

## 主な出演作品

### 映画
- 目的地上海（原題・2003）
- イップ・マン 序章（2008）
- それでも恋する楽観男子（原題：矮仔多情・2009、MATVムービーアジアにて放映）
- 花田囍事2010（2010）
- イップ・マン 葉問（2010）
- 我的野蛮女友2（原題・2010）
- 最強囍事（原題・2011）
- 八星抱喜（原題・2012）
- 男人如衣服（原題・2012）
- 百星酒店（原題・2013）
- 六福喜事（原題・2014）
- 奔跑吧兄弟（原題・2015）
- 将錯就錯（原題・2015）
- 剩者為王（原題・2015）
- イップ・マン 継承（2015）
- 擺渡人（原題・2016）
- スマート・チェイス（2017）
- イップ・マン 完結（2019）

### テレビドラマ
- 王子様の条件（2011）

### テレビリアリティ番組
- 我們的法則（原題・2016）